# Ferdinando Abbri
Ferdinando Abbri (Agliana, 12 luglio 1951) è un filosofo e storico della scienza italiano.

## Biografia
Ferdinando Abbri si è laureato in filosofia con Paolo Rossi all'Università di Firenze, nel 1975, con una tesi su Filosofia, chimica e linguaggio; è stato borsista dal 1976 al 1981 della Domus Galilaeana di Pisa e successivamente ricercatore confermato presso il Dipartimento di filosofia dell'Università di Firenze. Dal 1976 collabora con l'Istituto e Museo di storia della scienza di Firenze, oggi Museo Galileo, come membro del Comitato scientifico dell'Istituto e, dal 1986, anche come membro dell'editorial board della rivista Nuncius. Inoltre, negli stessi anni, è entrato a far parte del comitato editoriale delle riviste Prospettiva EP e Arkete. Nel 1987 è nominato professore straordinario di storia della filosofia moderna e contemporanea presso la Facoltà di lettere e filosofia dell'Università della Calabria, Cosenza, dove ha anche insegnato storia della filosofia medievale. Dal 1990 ha diretto, con Franco Crispini, la collana Storia delle idee della casa editrice Rubbettino. Nel 1991 diviene professore ordinario di storia della filosofia e professore supplente di storia della musica moderna e contemporanea presso la Facoltà di lettere e filosofia di Arezzo, Università di Siena; della Facoltà aretina è stato inoltre preside, negli anni 1994-2003, nonché direttore del Dipartimento di studi storico-sociali e filosofici. Dal 1994 al 1999 ha ricoperto la carica di segretario della Società Italiana di storia della scienza. È stato in più occasioni visiting scholar all'Università di Uppsala e al Centro di storia della scienza dell'Accademia reale svedese delle scienze di Stoccolma e membro dello steering committee di un progetto europeo sulla storia della chimica moderna e contemporanea finanziato dalla Fondazione europea per la scienza di Strasburgo.
Attualmente insegna storia della filosofia ad Arezzo nel Dipartimento di scienze della formazione, scienze umane e della comunicazione interculturale, e storia della filosofia e filosofia morale nel Dipartimento di scienze storiche e dei beni culturali a Siena. È Presidente del Comitato della didattica della LM interclasse di storia e filosofia di Siena-Arezzo.

## Opere
I suoi studi riguardano la storia delle idee filosofiche e scientifiche, con una particolare attenzione per la storia dell'alchimia (dal Medioevo al Seicento), della prima chimica (da Paracelso a Lavoisier), della magia e della cultura filosofico-scientifica europea (dal Rinascimento all'Età dei Lumi), dei rapporti tra religione e scienza e tra musica e filosofia nell'Età moderna. Si interessa inoltre della filosofia e della cultura britannica del Novecento, di storia della storiografia filosofica e scientifica, del rapporto tra femminismo e scienza e tra storia antica e narrazione cinematografica.
I suoi numerosi studi hanno portato alla pubblicazione di varie opere uscite in Italia e all'estero; i suoi saggi sono apparsi in riviste italiane e straniere e in volumi editi in Francia, Paesi Bassi, Svezia, Germania e USA.
Si è interessato alla cultura scandinava e in particolare alle relazioni tra Italia e Svezia nel secolo XVIII e ha curato la pubblicazione di carteggi inediti di scienziati toscani con scienziati svedesi e russi.
Vari lavori riguardano la letteratura, la filosofia e la musica nell'Inghilterra del Novecento, con particolare riferimento a John Ellis McTaggart, George Edward Moore, Bloomsbury Group; il suo libro più recente riguarda la filosofia della musica nell'800 britannico. Alcuni lavori riguardano la metafisica e la filosofia della religione di Linneo, Joseph Priestley e la tradizione sociniana e unitariana. In previsione di un lavoro monografico su Priestley e l'apologetica del cristianesimo, le sue indagini considerano le radici teologiche e filosofiche dell'unitarismo del chimico e filosofo inglese, soprattutto la sua lettura delle opere di Fausto Sozzini e della Catechesis Racoviensis.
In altri scritti Abbri analizza le vicende delle tradizioni storiografiche, filosofiche e scientifiche in Italia, con particolare attenzione all'opera di Aldo Mieli che fu uno dei promotori della moderna storia della scienza nel contesto internazionale.
I suoi lavori più recenti vertono sui dibattiti contemporanei, nell'ambito delle varie tradizioni cristiane, relativi ai problemi connessi al gender e gli sviluppi della tradizione sociniana nell'Età dei Lumi.